# Конструктивізм (математика)
Конструктивна математика — абстрактна наука, що вивчає конструктивні процеси, людську здатність здійснювати їх, а також їхні результати — конструктивні об'єкти.

## Абстракції конструктивної математики
Абстрактність конструктивної математики виявляється в систематичному застосуванні двох основних абстрагувань: абстракції ототожнення й абстракції потенційної здійсненності.
Абстракція ототожнення полягає в припущенні про можливість однозначного безсумнівного розв'язання питання про (графічну) рівність або розходження будь-яких двох розглянутих нами конструктивних об'єктів, а також про можливість повного абстрагування від дрібних відмінностей, наявних між графічно рівними об'єктами. Випадки, коли зазначені припущення не виконуються, заздалегідь виключаються з розгляду. Так, при розгляді слів у кириличному алфавіті ми виключаємо з розгляду випадки, коли не можемо прочитати слово (внаслідок нерозбірливості почерку або, наприклад, внаслідок пошкодження запам'ятовувального пристрою ЕОМ, в який було занесено це слово).
Абстракція потенційної здійсненності виявляється у відволіканні від меж наших конструктивних можливостей у просторі, часі й матеріалі. Випадки, коли коштів, що знаходяться в нашому розпорядженні, недостатньо для здійснення потрібних побудов, заздалегідь виключаються з розгляду.

## Основні об'єкти розгляду
Уявлення про конструктивний процес та конструктивний об'єкт не мають загального визначення. Різні теорії конструктивної математики можуть мати справу з конструктивними об'єктами найрізноманітніших конкретних видів (цілочисельними матрицями, многочленами з раціональними коефіцієнтами, і т. д.). Однак, може бути зазначено декілька типів конструктивних об'єктів, здатних моделювати будь-які інші відомі конструктивні об'єкти (і, тим самим, здатних вважатися в певному сенсі конструктивними об'єктами загального виду). Такими є, зокрема, слова в різних алфавітах.

## Особливості логіки конструктивної математики
Характерною рисою конструктивних об'єктів є та обставина, що вони не існують вічно. Вони народжуються в результаті розгортання деяких конструктивних процесів, а потім зникають (в силу найрізноманітніших природних причин). Алгебраїчний вираз, написаний крейдою на дошці, знаходився на цій дошці не завжди — і проіснує на ній рівно до того моменту, поки його не зітруть. Таблиця, збережена на жорсткому диску персональної ЕОМ, також свідомо не існувала до моменту виготовлення цього диску — і також рано чи пізно буде знищена (або в результаті переформатування, або в результаті виходу диска з ладу).
У зв'язку зі сказаним, в конструктивній математиці під «існуванням» конструктивного об'єкта розуміється його потенційна здійсненність — тобто наявність в нашому розпорядженні методу, що дозволяє відтворювати цей об'єкт будь-яку потрібну кількість разів. Таке розуміння різко розходиться з розумінням існування об'єкта, прийнятим в теоретико-множинній математиці. В теорії множин факт постійного народження та зникнення конструктивних об'єктів не знаходить ніякого відображення: з її погляду, рухливі реальні об'єкти є лише «тінями» вічно існуючих в деякому фантастичному світі статичних «ідеальних об'єктів» (і тільки ці «ідеальні об'єкти» і слід нібито розглядати в математиці).
Розуміння існування об'єкта як потенційної здійсненності призводить до того, що логічні закони, що діють у конструктивній математиці, виявляються відмінними від класичних. Зокрема, втрачає універсальність закон виключеного третього. Дійсно, формула {\displaystyle (A\lor (\neg A))} у конструктивному розумінні виражає судження
«серед формул {\displaystyle A} і{\displaystyle } {\displaystyle (\neg A)}  потенційно здійсненна вірна»,
проте класичний висновок диз'юнкції {\displaystyle (A\lor (\neg A))} не дає ніякого способу побудувати її вірний член. Аналогічним чином, логічне спростування припущення, що будь-який конструктивний об'єкт аналізованого виду має деяку властивість {\displaystyle T} — що вважається в теоретико-множинній математиці достатньою підставою для того, щоб визнати «існуючим» об'єкт з властивістю {\displaystyle (\neg T)}, — не може саме по собі бути приводом для визнання об'єкта з властивістю {\displaystyle (\neg T)} потенційно здійсненним. Слід зауважити, однак, що за такого роду логічними спростуваннями все ж визнається певна евристична цінність (позаяк вони, хоча і не дають ніякого способу побудови шуканого об'єкта, все ж вказують на осмисленість спроб такої побудови). Конструктивні об'єкти, для яких вдалося в рамках класичної логіки довести їх «існування», заведено називати квазіздійсненними.
Різниця між поняттями потенційно здійсненного і квазіздійсненного конструктивного об'єкта стає особливо істотною при розгляді загальних тверджень про існування. Дійсно, судження
«для будь-якого конструктивного об'єкта {\displaystyle X} розглянутого виду потенційно є здійсненним конструктивний об'єкт {\displaystyle Y}, що знаходиться у відношенні {\displaystyle T} до об'єкта {\displaystyle X}»
означає наявність в нашому розпорядженні єдиного загального методу (алгоритму) переробки об'єкта {\displaystyle X} у відповідний йому об'єкт {\displaystyle Y}. Тому таке судження може бути свідомо невірним, навіть у разі вірності судження
«для будь-якого конструктивного об'єкта {\displaystyle X} розглянутого виду є квазіздійсненним конструктивний об'єкт {\displaystyle Y}, що знаходиться у відношенні {\displaystyle T} до об'єкта {\displaystyle X}».

## Деякі конкретні теорії конструктивної математики
Конкретні математичні теорії, що розвиваються в рамках уявлень конструктивної математики, мають ряд суттєвих відмінностей від відповідних теоретико-множинних теорій.
Наприклад, основне поняття математичного аналізу — поняття дійсного числа — вводиться в традиційному варіанті теорії на базі загального уявлення про множину. Для конструктивної математики, що вимагає, щоб розгляд обмежувався конструктивними об'єктами, такий спосіб визначення поняття дійсного числа неприйнятний. У ній під дійсними числами зазвичай розуміють записи алгоритмів {\displaystyle {\mathfrak {A}}}, що перетворюють будь-яке натуральне число в деяке раціональне число, і задовольняють умові
{\displaystyle \forall n\in \mathbb {N} \ |{\mathfrak {A}}(n)-{\mathfrak {A}}(n+1)|\leqslant 2^{-n-1}.}
Такі записи являють собою конструктивні об'єкти і допускаються до розгляду в конструктивній математиці. Як звичайно, два дійсних числа {\displaystyle {\mathfrak {A}}} і {\displaystyle {\mathfrak {B}}} вважаються рівними, якщо виконується умова
{\displaystyle \forall n\in \mathbb {N} \ |{\mathfrak {A}}(n)-{\mathfrak {B}}(n)|\leqslant 2^{-n+1}.}
Слід зазначити, що проблема розпізнавання рівності двох довільних дійсних чисел є алгоритмічно нерозв'язною, а тому у конструктивному розумінні математичних суджень твердження
«будь-які два дійсних числа або рівні, або не рівні»
виявляється хибним. Відповідно, теоретико-множинне уявлення про атомарність континууму (про те, що він складений з чітко відокремлених один від одного точок) не переноситься в конструктивну математику.
Багато тверджень теоретико-множинного аналізу в конструктивному аналізі спростовуються на прикладах. Такими є, зокрема, теорема про збіжність монотонної обмеженої послідовності і лема Гейне-Бореля про вибір покриття. Ряд інших тверджень теоретико-множинного аналізу можуть бути перенесені в конструктивну математику лише за умови розуміння «існування» шуканого об'єкта як квазіздійсненності (а не потенційної здійсненності). Такими є теорема про подання дійсних чисел систематичними дробами й теорема про нулі знакозмінної неперервної функції.
З іншого боку, в конструктивному аналізі доводиться ряд тверджень, які не мають теоретико-множинних аналогів. Одним з найбільш яскравих прикладів тут є теорема Г. С. Цейтіна про безперервність будь-якого відображення з сепарабельного метричного простору в метричний простір. З цієї теореми випливає, зокрема, що будь-яке відображення метричних просторів є безперервним по Гейне. Слід зауважити, що відомі приклади відображень з несепарабельних просторів, які не є безперервними по Коші. Таким чином, в конструктивній математиці може бути спростовано на прикладах твердження про еквівалентність безперервності відображення по Коші й по Гейне, що можливо довести в класичному аналізі на основі залучення сильних теоретико-множинних засобів (зокрема, аксіоми вибору).